# Karl-Ludwig Goetjes
Karl-Ludwig (auch Carlos oder Carlus) Goetjes (* 2. Mai 1905 in Erfurt; † 1963 in Thal) war ein deutscher Maler.

## Leben und Werk
Goetjes war der Sohn des Kaufmanns Ludwig Goetjes, der bei der bedeutenden Erfurter Samen- und Pflanzenhandlung Carl Pabst tätig war. Ab 1925 studierte Goetjes Malerei an der Akademie der bildenden Künste München. Danach arbeitete er als freischaffender Maler in Erfurt. Das Einwohnerbuch verzeichnet ihn u. a. 1941/1942 als Kunstmaler in der Daberstädter Straße 28.
In der Zeit des Nationalsozialismus war Goetjes obligatorisch Mitglied der Reichskammer der bildenden Künste. Er nahm als Soldat der Wehrmacht am Zweiten Weltkrieg teil. Nach der Rückkehr aus der Kriegsgefangenschaft arbeitete er in Erfurt weiter als freischaffender Maler und wurde er Mitglied des Verbands Bildender Künstler der DDR. 1960 wurde er von der Abteilung Kultur des Rates des Bezirks Erfurt mit Otto Knöpfer, Otto Paetz und Ilse Spangenberg zur künstlerischen Arbeit in die LPG „Walter Ulbricht“ in Merxleben delegiert.
Tafelbilder und Zeichnungen Goetjes' befinden sich u. a. im Schlossmuseum Arnstadt und im Angermuseum Erfurt.

## Werkbeispiele
- Die Opiumraucher (Öl, 38 × 46 cm)[4]
- Selbstbildnis (Öl, 80 × 60 cm)[5]
- Junge mit Teddybär (Öl, 70 × 45 cm, 1937)[6]
- Kaiserkrone (Tempera; 1937 auf der Großen Deutschen Kunstausstellung)
- Lesender Junge (1952)[7]
- Winterurlaub (Eitempera, 150 × 70 cm, 1951; auf der Dritten Deutschen Kunstausstellung)[8]
- Monika mit den sehr geliebten Tieren (Wachsharz, 1958, 77 × 52 cm; auf der Vierten Deutschen Kunstausstellung)[9]
- Frieden (Gouache, 107 × 55 cm, 1959)[10]

## Teilnahme an Ausstellungen (unvollständig)
- 1937: Koblenz (Kunstausstellung des Gemeinschaftswerks „Kunst und Künstler“)
- 1937: München, Große Deutsche Kunstausstellung
- 1938 und 1941: Düsseldorf, Kunsthalle Düsseldorf, bzw. Berlin („Kunstausstellung des Hilfswerks für die deutsche bildende Kunst in der NS-Volkswohlfahrt“)
- 1953 und 1958/1959: Dresden, Dritte und Vierte Deutsche Kunstausstellung